# Chongirati
Chongirati (mongolsky Хонгирад, kazašsky Қоңырат), též Unggirati, Onggirati byl jeden z mongolských kmenů. Z Chongiratů pocházela manželka Čingischána (Börte) a ženy řady jeho potomků.
Koncem 12. století sídlili na jihovýchodním okraji mongolských stepí severně od Velké čínské zdi, východně od Ongutů, jižně od Tatarů, v dnešním vnitřním Mongolsku.

## Historie
Podle mongolské genealogické legendy, uvedené Rašíd-ad-Dínem Chongirati náleželi k Darlekin Mongolům, to jest potomkům jistého Nukuze a Kijana, kteří odešli na místo zvané Ergune-kun. Časem se zde Darlekinové rozmnožili, takže se rozhodli z těsných hor odejít do stepi. Proto založili množství ohňů a roztavili horský svah, v kterém bylo velké naleziště železné rudy. Středověcí Mongolové věřili, že bolesti nohou, kterými strádali mnozí Chongirati a jejich potomci (například Ögedej, Bátú a Berke, synové Chongiratek), souvisely s tím, že Chongirati vyšli z údolí dříve než ostatní, bez dohody s nimi, přičemž pošlapali ohniště druhých rodů. V tradičním světonázoru Mongolů totiž ohniště bylo jádrem a základem domácího prostoru a stoupnout na něj byl neodpustitelný přestupek.
Rozvětvenou strukturu kmene Chongiratů a současně blízkost jeho rodů vyjadřovaly mongolské rodokmeny jako původ od synů společného předka, Altana chuduchy. Jeho nejstarší syn Džurluk-mergen byl předek vlastních Chongiratů – od jeho syna Kubaj-Šireho pocházeli Inkirasové a Olkunutové, od druhého Džurluk-mergenova syna Tusubu-Dauda Karanutové, Kunkliutové, Kuralasové a Eldžiginové. Přičemž Rašíd-ud-Dín uvádí, že Chongirati a Eldžiginové byli blízcí k Kurautům a Bagrutům.

Podle T. D. Skrynnikovové fungovala u Mongolů duálně-rodová organizace, v níž Chongirati a blízké rody byli manželskými partnery Bordžiginů, rodu Čingischána a jeho předků. Slovy Rašíd-ad-Dína: 
| „                                | Většina jich a jejich dětí si brali dívky z rodu Čingischána a do jeho [rodu] dávali [své]. | “ |
| — Rašíd-ad-Dín, Sborník letopisů |                                                                                             |   |

Chongiratkami byly ženy Chabul-chána (Kara-liku) a Čingischána (Börte); Höelun, žena Jesügeje, pocházela z rodu Olchonutů, větve Chongiratů. Podle J. Holmgrena ze 69 manželek členů Čingisova rodu od Čingischánovy doby do pádu dynastie Jüan bylo 33 % Chongiratek (20 % v dojüanském období, kolem 50 % za vlády dynastie Jüan).